# Windmühle Boitzen

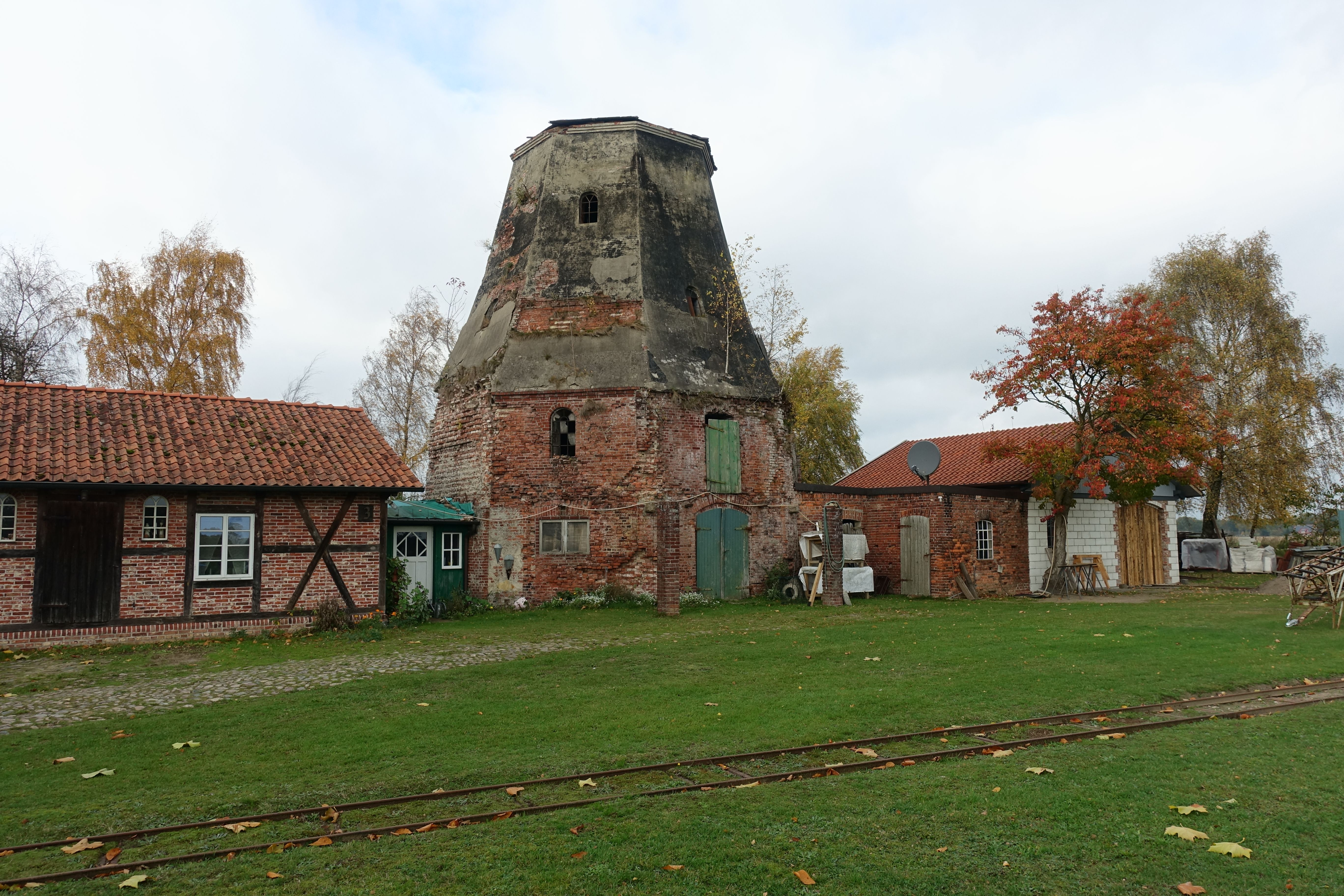
Windmühle Boitzen, von Südosten (2022)

Die ehemalige Windmühle Boitzen am nördlichen Ortsrand in der niedersächsischen Gemeinde Heeslingen, Ortsteil Boitzen, Mühlenweg 3, wurde im 19. Jahrhundert gebaut. Aktuell (2025) wird der erhaltene Stumpf als Lager genutzt.
Das Gebäude steht unter Denkmalschutz (siehe auch Liste der Baudenkmale in Heeslingen).

## Geschichte und Beschreibung
Boitzen gehört zur heutigen Samtgemeinde Zeven im Landkreis Rotenburg (Wümme). 
Der Galerieholländer auf einem zweigeschossigen oktogonalen Unterbau in Backsteinmauerwerk wurde im 19. Jahrhundert gebaut. Der dreigeschossige Achtkant wurde umgeben durch eine mittlerweile abgerissene Holzgalerie. Der Kopf, die Windrose und die Flügel fehlen. Anbauten ergänzen den Rumpf der Mühle. Die Mühle ist nicht in der Niedersächsischen Mühlenstraße der Region zwischen Nordsee, Elbe und Weser, Landkreis Rotenburg enthalten.